# Umar Ajt Szitaszan
Umar Ajt Szitaszan, Omar Aït Chitachen (arab. عمر آيت شيتاشن, ʿUmar Āyt Shītāshan; ur. 15 marca 1995) – marokański lekkoatleta specjalizujący się w biegach długich. 
W 2013 startował na mistrzostwach świata w biegach przełajowych w Bydgoszczy, na których indywidualnie zajął 18. miejsce w biegu juniorów, a wraz z kolegami z reprezentacji zdobył brąz w drużynie. 

## Osiągnięcia
| Rok  | Impreza                                   | Miejsce   | Konkurencja      | Pozycja     | Wynik |
| ---- | ----------------------------------------- | --------- | ---------------- | ----------- | ----- |
| 2013 | Mistrzostwa świata w biegach przełajowych | Bydgoszcz | bieg juniorów    | 18. miejsce | 22:38 |
| 2013 | Mistrzostwa świata w biegach przełajowych | Bydgoszcz | drużyna juniorów | 3. miejsce  |       |

## Rekordy życiowe
- bieg na 3000 metrów z przeszkodami – 8:51,81 (2013)
- bieg na 5000 metrów – 14:02,60 (2015)